# Reconquista (ciudad)
Reconquista es una ciudad argentina del nordeste de la provincia de Santa Fe, siendo la cabecera del departamento General Obligado, y ubicada unos 325 km al norte de la ciudad de Santa Fe, la capital provincial. Se ubica a la vera de la Ruta Nacional 11. Reconquista es la localidad más importante en cuanto a población del norte santafesino.

## Clima
La zona tiene un clima SUB TROPICAL, y un promedio anual de precipitaciones de 1.226 mm. Es ideal para el desarrollo de la agricultura Subtropical, Caluroso en Verano dias frescos en invierno.  Actividad productiva :Cria de Ganado Bovino, Cerdos, Pollos  y  cultivos Soja, girasol, Trigo, Sorgo y algodón, Industria Aceitera, Frigorifico faena de cerdos, Frigorificos de Bovinos, Industria Textil, Barracas Curtiembres, Implementos Agrgicolas, servicios bancarios , postales, transportes, constructoras, etc.  El clima es afectado por la cercanía al río Paraná, morigerando sus efectos negativos; la temperatura media anual de 20 °C y una humedad relativa promedio anual del 74%
El clima de la región es húmedo subtropical (promedio 14 grados Celsius (57,2 °F) en invierno, 26 grados Celsius (78,8 °F) en verano), con una precipitación media anual de 1290 mm (51 plg).

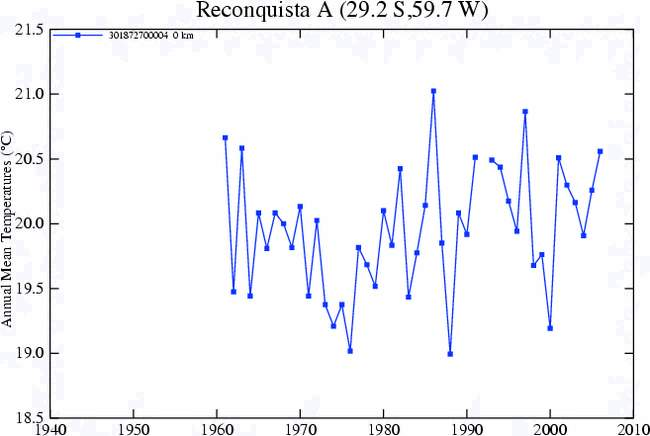
Temperaturas promedio del aire en casilla meteorológica. 1960 a 2007 (NASA).

SUB TROPICAL 
| Parámetros climáticos promedio de Reconquista Aero (1991–2020) | Parámetros climáticos promedio de Reconquista Aero (1991–2020) | Parámetros climáticos promedio de Reconquista Aero (1991–2020) | Parámetros climáticos promedio de Reconquista Aero (1991–2020) | Parámetros climáticos promedio de Reconquista Aero (1991–2020) | Parámetros climáticos promedio de Reconquista Aero (1991–2020) | Parámetros climáticos promedio de Reconquista Aero (1991–2020) | Parámetros climáticos promedio de Reconquista Aero (1991–2020) | Parámetros climáticos promedio de Reconquista Aero (1991–2020) | Parámetros climáticos promedio de Reconquista Aero (1991–2020) | Parámetros climáticos promedio de Reconquista Aero (1991–2020) | Parámetros climáticos promedio de Reconquista Aero (1991–2020) | Parámetros climáticos promedio de Reconquista Aero (1991–2020) | Parámetros climáticos promedio de Reconquista Aero (1991–2020) |
| Mes                                                            | Ene.                                                           | Feb.                                                           | Mar.                                                           | Abr.                                                           | May.                                                           | Jun.                                                           | Jul.                                                           | Ago.                                                           | Sep.                                                           | Oct.                                                           | Nov.                                                           | Dic.                                                           | Anual                                                          |
| -------------------------------------------------------------- | -------------------------------------------------------------- | -------------------------------------------------------------- | -------------------------------------------------------------- | -------------------------------------------------------------- | -------------------------------------------------------------- | -------------------------------------------------------------- | -------------------------------------------------------------- | -------------------------------------------------------------- | -------------------------------------------------------------- | -------------------------------------------------------------- | -------------------------------------------------------------- | -------------------------------------------------------------- | -------------------------------------------------------------- |
| Temp. máx. abs. (°C)                                           | 41.5                                                           | 40.0                                                           | 40.5                                                           | 37.0                                                           | 34.8                                                           | 32.2                                                           | 33.6                                                           | 38.4                                                           | 42.5                                                           | 41.2                                                           | 45.2                                                           | 41.3                                                           | 45.2                                                           |
| Temp. máx. media (°C)                                          | 32.4                                                           | 31.2                                                           | 29.4                                                           | 26.0                                                           | 22.2                                                           | 19.9                                                           | 19.7                                                           | 22.7                                                           | 24.4                                                           | 26.8                                                           | 29.0                                                           | 31.1                                                           | 26.2                                                           |
| Temp. media (°C)                                               | 26.4                                                           | 25.3                                                           | 23.6                                                           | 20.4                                                           | 16.9                                                           | 14.4                                                           | 13.5                                                           | 15.6                                                           | 17.7                                                           | 20.8                                                           | 23.0                                                           | 25.2                                                           | 20.2                                                           |
| Temp. mín. media (°C)                                          | 21.0                                                           | 20.4                                                           | 18.8                                                           | 15.8                                                           | 12.6                                                           | 10.1                                                           | 8.7                                                            | 10.0                                                           | 12.1                                                           | 15.4                                                           | 17.4                                                           | 19.7                                                           | 15.2                                                           |
| Temp. mín. abs. (°C)                                           | 11.7                                                           | 11.4                                                           | 6.9                                                            | 2.8                                                            | -2.6                                                           | -3.5                                                           | -6.0                                                           | -4.3                                                           | -0.6                                                           | 4.0                                                            | 6.3                                                            | 9.5                                                            | -6.0                                                           |
| Precipitación total (mm)                                       | 150.9                                                          | 150.9                                                          | 138.4                                                          | 141.5                                                          | 75.0                                                           | 34.8                                                           | 24.1                                                           | 36.2                                                           | 45.5                                                           | 108.9                                                          | 156.8                                                          | 162.8                                                          | 1225.9                                                         |
| Días de precipitaciones (≥ 0.1 mm)                             | 8.1                                                            | 8.3                                                            | 8.0                                                            | 8.6                                                            | 6.4                                                            | 4.9                                                            | 4.1                                                            | 3.8                                                            | 6.0                                                            | 9.6                                                            | 8.9                                                            | 9.0                                                            | 85.5                                                           |
| Horas de sol                                                   | 275.9                                                          | 238.0                                                          | 229.4                                                          | 204.0                                                          | 192.2                                                          | 162.0                                                          | 173.6                                                          | 201.5                                                          | 204.0                                                          | 248.0                                                          | 258.0                                                          | 275.9                                                          | 2662.5                                                         |
| Humedad relativa (%)                                           | 70.1                                                           | 74.1                                                           | 76.5                                                           | 79.3                                                           | 80.8                                                           | 81.3                                                           | 76.4                                                           | 70.3                                                           | 69.1                                                           | 71.6                                                           | 69.0                                                           | 69.9                                                           | 74.0                                                           |
| Fuente: Servicio Meteorológico Nacional                        |                                                                |                                                                |                                                                |                                                                |                                                                |                                                                |                                                                |                                                                |                                                                |                                                                |                                                                |                                                                |                                                                |

## Accesos
- La ciudad está situada en el "km 789" de la RN 11. Esta ruta, que nace en el centro de Rosario y termina en la frontera con Paraguay, es parte importante del entramado comercial del comercio con Chile.
- Ruta provincial 1 conecta a la ciudad con la capital de la provincia, con un recorrido de 310 km pavimentados
- En las cercanías se encuentra la ruta provincial 31, que comunica a Reconquista con la zona oeste de la provincia. Nace en la RN 11, a 2 km de Reconquista, comunica a una zona importante del Departamento General Obligado y llega al límite con el Departamento 9 de Julio con un recorrido de 102 km sin pavimentar
- Ruta provincial 40 nace en la ciudad y llega a las inmediaciones de la ciudad de Tostado, cabecera del Departamento 9 de Julio, recorriendo 155 km

## Transporte

### Estación Terminal de Ómnibus
Dotada de nueve plataformas. Allí operan 15 empresas de transporte que comunican a la ciudad con ciudades de todo el país y de países limítrofes como Paraguay. Las principales líneas son El Pulqui, El Norte, El Norte Bis, Flecha Bus, Crucero del Norte, Domínguez, etc y empresas internacionales.

### Aeropuerto de Reconquista
A 8 km se encuentra el Aeropuerto Daniel Jurkic, sede de la III Brigada Aérea. Actualmente NO Operan vuelos comerciales las aerolíneas , solo vuelos militares de la Fuerza Aera Argentina

### Puerto, Hidrovía

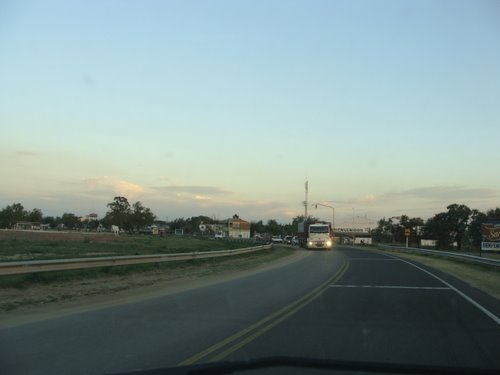
Ruta Nacional A009. que une la Ciudad de Reconquista con Puerto Reconquista.

- El puerto se encuentra a 12 km de la ciudad, por Ruta Nacional A009. Desde allí es posible cruzar el Río Paraná utilizando un servicio de balsa y lanchas que se dirigen a la ciudad correntina de Goya.

- El Puerto Reconquista, se halla ubicado sobre el Riacho San Jerónimo, a la altura del km 949 del Río Paraná y a 317 km al norte de la capital santafesina.
- Muelle: 900 m, previéndose poner en marcha el piloteo nuevo en su frente con contención neumática. De buena profundidad, el canal de acceso al puerto tiene la ventaja de que la corriente del río, de norte a sur, realiza un autodragado de manera natural y permanente.
- Zona portuaria: ancho de 50 m, contando con una calle interior pavimentada y una superficie de 4,2 ha, para almacenar productos
- Galpones: 4, del ENTE ADMINISTRADOR DEL PUERTO RECONQUISTA, dependiente de la Provincia de Santa Fe
- Acceso terrestre: por ruta concesionada que, a pesar de tener un tránsito intenso, no presenta dificultades para ser transitada
- Hidrovía Paraná–Paraguay: es una obra vital para los intereses del Puerto Reconquista dado que los distintos sectores productivos y de servicios regionales tendrán un "corredor de exportación" para canalizar sus productos con valores altamente competitivos debido al abaratamiento de los fletes
- El Puerto Reconquista presenta una infraestructura antigua y deteriorada con equipamientos insuficiente que no permiten atraer tráficos significativos de cargas
- Actividad principal: remover hacia puertos del sur provincial de aceite vegetales crudos, expeller, pellets y granos de oleaginosas; también se opera con arena y piedras para la construcción
- Operan dos industrias de la zona con productos elaborados a granel (semillas de girasol, soja y algodón; aceites y subproductos de los granos mencionados). Para el caso de aceites vegetales, ambas empresas cuentan con depósitos propios en el puerto
- En 2006, las operaciones alcanzarían 700.000 y 800.000 t
- Obras y proyectos: realizadas en el Puerto de Reconquista y los trabajos que el Ente Administrador proyecta concretar, figura, la terminación de la cerca perimetral de seguridad portuaria, con la conclusión del tramo sur que culmina en el Club Náutico, y el inicio de la construcción del tramo norte. Comenzaron los trabajos de refacción de las oficinas del Ente Portuario, que funcionarán en las antiguas oficinas de la ex A.G.P.
- Silos de tanques de aceite: almacenamiento de aceite vegetal crudo con una capacidad de 1.500 m³ c/u
- Areneras: 3, autorizadas para extraer arena desde el km 950 al 952,5 sobre el "riacho San Jerónimo". Operan tres (3) buques (NOGAIN – VH DIEZ y LINA I). Para almacenar arena existen dos silos, uno dentro de la zona portuaria perteneciente a la Arenera ITATÍ y el otro fuera de la misma propiedad de la AreneraSAMPAYO, con una capacidad de 300 m³ cada uno. Existe una pileta con capacidad para 2.000 m³, de la "Arenera Cocito", ubicada fuera de la Jurisdicción

La ciudad tiene su casco urbano de 770 manzanas casi pavimentados, pero las 2.700 cuadras restantes son de tierra.

## Historia

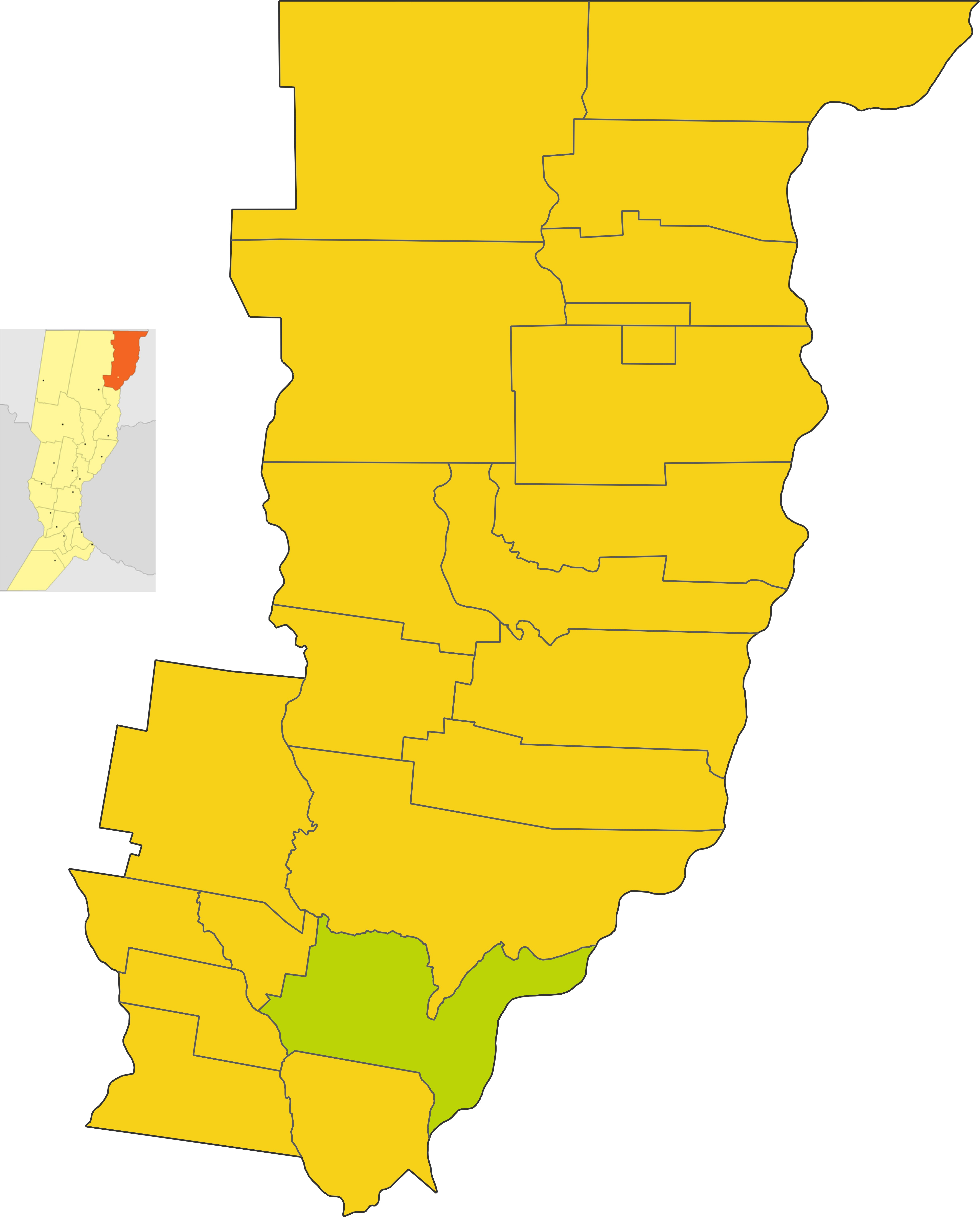
Área del municipio de Reconquista en el departamento General Obligado.

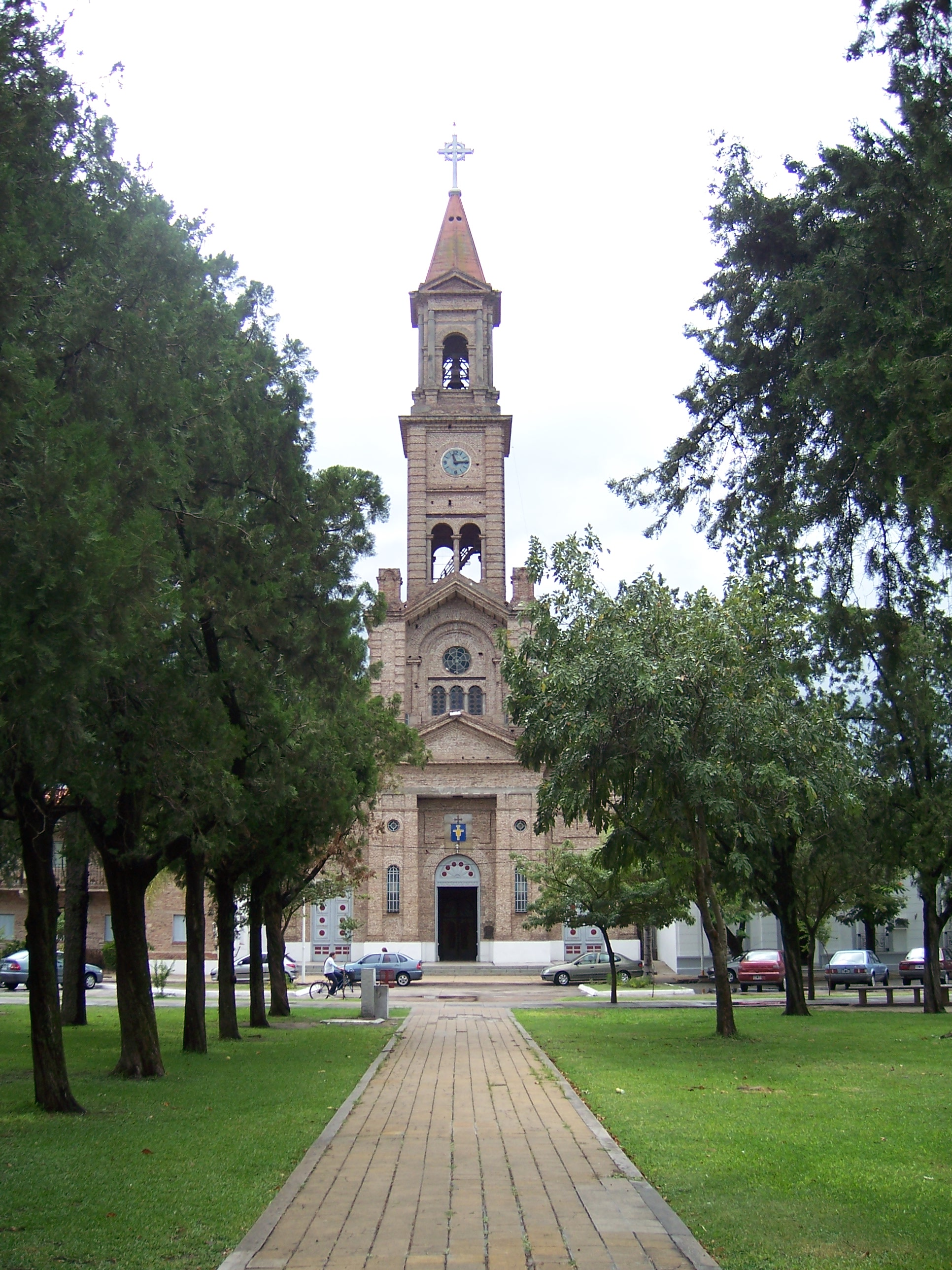
Iglesia Catedral "Inmaculada Concepción"

La ciudad de Reconquista fue fundada el 27 de abril de 1872, luego de que el por entonces Coronel Manuel Obligado (1838-1896) ocupara el Arroyo el Rey, lugar donde los Jesuitas habían fundado en 1748 la Reducción de San Jerónimo del Rey. La fundación de Reconquista  fue ratificada el 22 de noviembre por un decreto del gobernador Simón de Iriondo.
Las primeras casas de adobe y paja comenzaron a construirse alrededor de la plaza principal, pero el 24 de junio de 1872 el pueblo fue atacado por un malón de aproximadamente 500 originarios, quienes terminaron replegándose y cruzando al norte del Arroyo El Rey. Las tribus se guarecieron entonces en la costa del Paraná, casi frente a Las Garzas actual y hasta allí les envió Obligado a emisarios, siendo, de acuerdo al informe del Jefe de Fronteras, los principales actores don Teodoro Almirón y don Francisco Villalba quienes en nombre de Obligado incitaron a los nativos a aceptar la reducción. Debido a las bajas que causó la lucha, fue inaugurado el primer cementerio, el 25 de junio de 1872, un día después del ataque. Las casas de adobe fueron finalmente reemplazadas a finales del 70, cuando Obligado llevó albañiles desde Goya para construir casas de ladrillos.
Reconquista presentó dos etapas organizativas claramente definidas: desde 1872 a 1873 como pueblo militar y desde 1873 a 1878 como reducción indígena. En los primeros años de la aldea se distinguían tres núcleos: la Reconquista urbanizada en el centro, luego un núcleo, situado actualmente en el Tiro Federal, donde estaban los Abipones que componían el cuerpo de los Lanceros del Sauce y por último, las tolderías de Mocovíes y Tobas, ubicadas en lo que actualmente es el barrio La Cortada de la ciudad de Reconquista.
El 14 de octubre de 1884 se creó la Comisión de Progreso Local, y con ella desapareció el carácter castrense de la ciudad. Esta comisión fue reemplazada el 27 de mayo de 1886 cuando se designó la Primera Comisión de Fomento.
El crecimiento demográfico se hizo evidente con las políticas inmigratorias a nivel nacional y con el repliegue aborigen de terrenos aptos para la agricultura. En 1885 la ciudad contaba con 2.131 habitantes, aumentando a 7.899 para 1914.
La actividad económica de la época eran la agrícola y la comercial, pero para finales de los 1870 se instalaron las primeras industrias, el molino harinero de César Enriet y una fábrica de Potasa fueron las primeras en instalarse. El desarrollo económico se vio acelerado con la construcción del puerto en 1884, a cargo de la empresa Manuel del Puerto Vignon & Cía., y el paso de una línea de ferrocarril que unía a la ciudad con Santa Fe. Iniciados los trabajos por el gobierno de la provincia, en el año 1889 se logró habilitar el ramal Vera-Reconquista, dependiente de la línea Santa Fe- Barranqueras. Este servicio, en 1890 fue vendido a la compañía francesa de ferrocarriles de la provincia de Santa Fe.
En ese entonces, debido a la infraestructura que poseía, Reconquista absorbía los productos de las localidades cercanas, que eran trasladados vía ferrocarril al puerto, ubicado en una posición estratégica entre Santa Fe y Barranqueras.
El auge que estaba viviendo Reconquista produjo un aumento en la calidad de los servicios públicos, el cementerio fue mudado a su actual lugar en 1907, el mismo año en el que se inauguró el Hospital de Caridad. Otro estímulo económico para el pueblo fue la creación de la Sociedad Rural, en 1919, que significó un fomento para la actividad agrícola. La ciudad para ese entonces contaba con dos bibliotecas públicas: la biblioteca Florentino Ameghino y la Biblioteca Escolar y popular Juan M. Gutiérrez.
En 1921 se estableció un censo para establecer si el pueblo reunía las condiciones para ser promovido a ciudad. El censo dio la cantidad de 10.205 habitantes y se decretó su elevación a ciudad. El 10 de octubre de ese año el gobernador puso en posesión de sus funciones al primer intendente municipal, Patricio Diez. Al año siguiente se celebraron las primeras elecciones legislativas, que determinaron que Emilio Kohli, Eduardo Vagni, Decoroso Dánnunzio, Antonio Sabaté y Prudencio Ledesma integraran el Concejo Deliberante.
En esta etapa comenzaron a instalarse nuevas industrias de diferentes rubros, ya sea tabacalera, de calzado o jabonera. Junto con el desarrollo se instalaron también sucursales de los principales bancos del país y en la década del 20 se construyeron la mayoría de los edificios públicos de la ciudad.
La crisis mundial que se desató en la década del 30 afectó a muchas de las industrias de la ciudad, pero el impacto económico se vio disminuido por la difusión del cultivo de algodón y la instalación de industrias derivadas.
El 10 de agosto de 1945 se instala la Base Aérea Militar Reconquista. 
La red de alumbrado pasó en esa década de estar en manos de la Compañía Suiza Argentina a estar a cargo de la Compañía Estatal de Agua y Energía como parte de la política estatizadora nacional. La instalación telefónica fue iniciada por una pequeña empresa privada, que fue ampliando el tendido hasta ser comprada en 1930 por la Sociedad Telefónica Santa Fe, que en 1947 se convierte en Teléfonos del Estado. 
En 1931 se habilitó la red cloacal y el servicio de agua corriente, que se obtenía mediante pozos.
La ciudad expande su actividad industrial y comienza a exportar sus productos, en 1951 se instala una fábrica de fideos y en 1957 un frigorífico. En 1971 se construye un Parque Industrial de 56 hectáreas, donde se radican industrias de diferentes rubros y origen de capital. La mayoría de ellas son del rubro alimenticio, también se instalan industrias que tratan la madera y diferentes metales, así como fábricas de maquinaria, aumentando el desarrollo industrial que la ciudad venía experimentando.

## Economía
La ciudad de Reconquista es un importante centro de comunicaciones, comercio y desarrollo industrial. La economía del Departamento General Obligado está constituida por la agricultura, la ganadería y varias instalaciones industriales. Cuenta con buenos accesos y un puerto.
Los cultivos de la zonas son "cultivos industriales", es decir, sirven como materia prima a las principales industrias. La región tuvo un importante desarrollo por la explotación de quebracho colorado, pero debido a su explotación excesiva el recurso se agotó. El Departamento cuenta con 45.000 ha explotables, y los principales cultivos son la caña de azúcar, algodón, girasol, lino, maíz. Los establecimientos se ubican principalmente sobre la Ruta Nacional 11, y en la región existe una importante producción de frutas: se cultivan naranjas, limones y pomelos.

La actividad ganadera es extensiva, el ganado se alimenta de pastizales naturales. Las principales razas son la Hereford y la Aberdeen Angus. La actividad tambera no está desarrollada y sólo abastece el mercado local.
La región cuenta con importantes establecimientos fabriles que promueven la actividad económica y aportan al crecimiento de la ciudad como la planta aceitera Buyatti S.A.I.C.A. (ubicada en el parque industrial de la ciudad), Frigorífico (FRIAR, perteneciente a Vicentin) y una curtiembre vegetal Emilio Alal S.A.C.I.F.I. El parque industrial cuenta con varias industrias de alimentos, metalúrgicas, productos derivados del algodón, de carpintería, entre otros. En el área se industrializa el 18% de la producción de girasol de la Provincia y el 3% de la producción de lino.

## Turismo
La ciudad cuenta con varias actividades turísticas:
- Concurso Argentino de Pesca del Surubí: Llevado a cabo tradicionalmente en octubre, cuenta con una "Noche de peñas", una noche antes del evento. Cuenta con premio por equipo y premio a pieza mayor. Página web del Concurso
- Sistema de pesca con captura y devolución: La pesca deportiva en Reconquista se puede practicar durante todo el año en todas sus modalidades: en la costa, embarcado, spinning, trolling, fly casting , con carnada, etc. Existen vedas temporales para algunas especies como el surubí (noviembre y diciembre). Para practicar pesca deportiva se debe poseer Licencia de Pesca Habilitante, para tramitarla deberán presentar fotocopia del DNI en la oficina de Medio Ambiente, y tiene una duración de 7 días.

- Expo Reconquista: Exposición de Ganadería, Agricultura, Granja, Industria, Comercio y Servicios. Se realiza durante una semana de agosto.
- Corrida "Ciudad de Reconquista". Con modalidades de 10 km, 3 km, Kids Running y Caminata Aeróbica.
- Carnavales de la Perla del Norte.
- Festival Folclórico del Noreste Argentino.

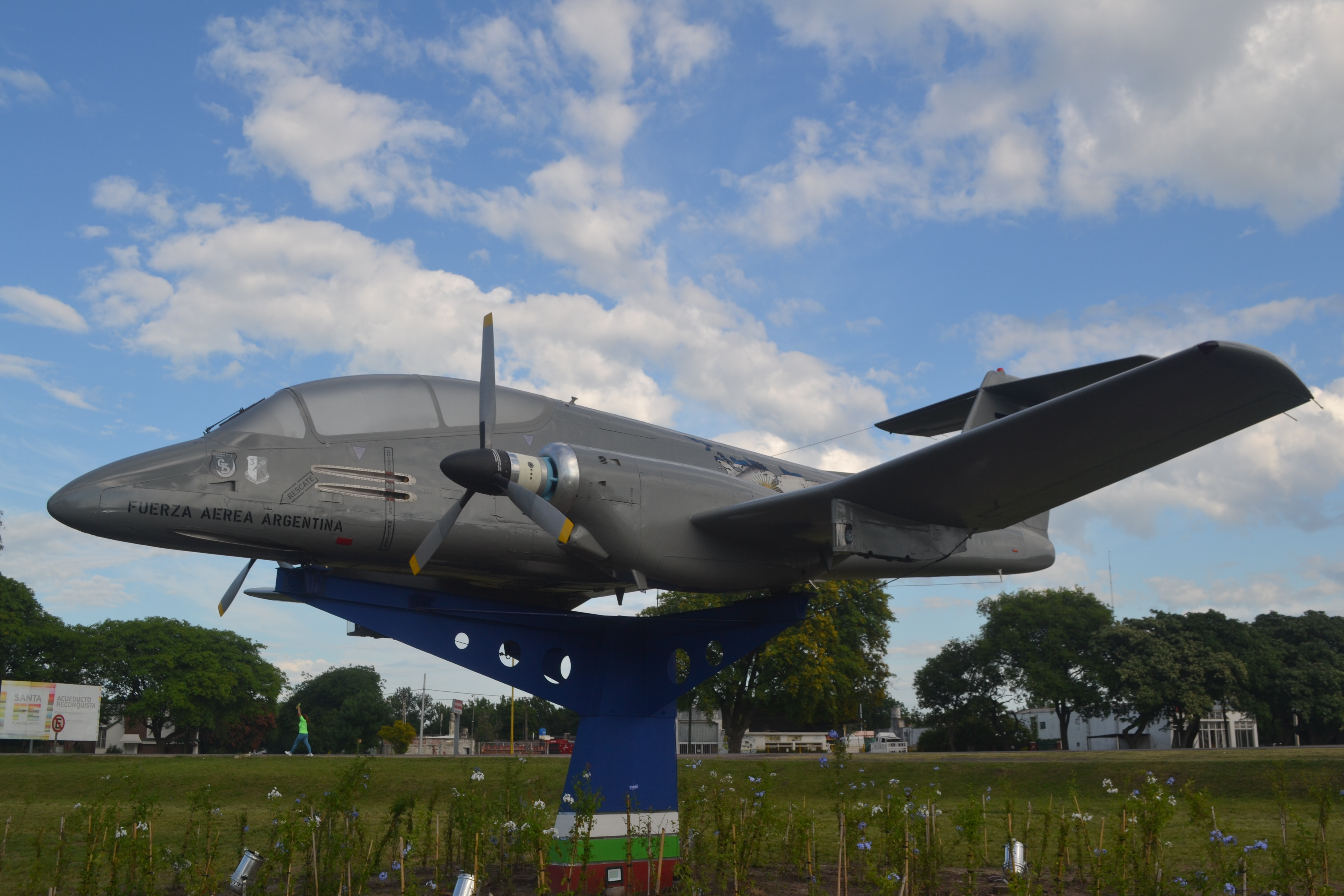
Postal de Reconquista: FMA IA-58 Pucará

## Íconos
El FMA IA-58 Pucará, de fabricación argentina, es un ícono de Reconquista y fue instalado en el acceso sur de la ciudad, el 28 de octubre de 2018, en un acto en el que se rindió homenaje a su labor en la Guerra de Malvinas y a quienes combatieron en la gesta de 1982. 
En esta postal histórica de Reconquista, el FMA IA-58 Pucará estará orientado hacia las Islas Malvinas. 

## Población
Cuenta con 70 549 habitantes (Indec, 2010), lo que representa un incremento frente a los 61 490 habitantes (Indec, 2001) del censo anterior.
Está conectada con la ciudad de Avellaneda, cuya metrópolis (llamada Reconquista - Avellaneda) cuenta con un 91,734 habitantes (Indec, 2010).
Los resultados del ESDE2000 indicaban que el 82% de la población eran mujeres, esto indica que aumentó un 1% con respecto al censo de 1991.
Las personas no nacidas en la ciudad representaban el 72% del total, y entre los nativos el 11% de los hombres nacidos en Reconquista ha vivido fuera de la ciudad, mientras que entre las mujeres lo ha hecho el 7%.
El grupo de edades comprendidas entre los 0 y 19 años representan el 67% del total, pero el grupo de edades entre 60 en adelante representa el 5%, lo que demuestra que si bien tiene una población joven respecto a varias ciudades del país, también tiene una población un poco envejecida.
El número promedio de personas por hogar es de 5,67, mayor al promedio nacional de 1991 (3,6). Los más frecuentes son los hogares de cuatro personas, seguido por los de dos y de tres. Pero la ciudad se caracteriza también por hogares con familias numerosas, el 30% de los hogares está compuesto por 7 personas. Las mujeres jefas de hogar representan el 56% del total, una proporción creciente que también se experimenta en el resto del país.

## Bandera

Bandera de la ciudad de Reconquista diseñada por Mariano Flores, ganador de un concurso organizado por la municipalidad en el año 2009

Superficie general de forma rectangular dividido en 4 formas geométricas, la simbología sintetiza el mapa de la ciudad, representando las rutas nacionales N° 11 y A-009, siendo la vía de comunicación con las localidades hermanas.
Los colores representan: Verde: la esperanza de una ciudad mejor, y los campos situados al oeste de la ciudad. Azul: representa el río, importancia que tiene para la zona desde la época del Jaaukanigás. Rojo: representa la sangre de sus habitantes, símbolo de identidad igualitaria más allá de las diferencias sociales. 
La misma fue diseñada por un ciudadano en el año 2009, ganador de un concurso organizado por la municipalidad de esta misma ciudad.

## Escudo

Escudo de la ciudad de Reconquista (Santa Fe)

A la izquierda del diseño, el escudo presenta tres chozas indígenas que rememoran la reducción jesuita San Jerónimo del Rey. Hacia la derecha un fuerte recuerda la toma de esta reducción por el General Obligado y la posterior fundación de pueblo y Colonia Agrícola. Por último, el labrador con el arado y el caballo simboliza el trabajo fecundo de los pioneros y la antorcha sostenida por el brazo predominando en el escudo simbolizan el desarrollo de la ciudad.

## Despliegue de lasFuerzas Armadas
| Unidades pertenecientes a la III Brigada Aérea      |
| --------------------------------------------------- |
| Grupo 3 de Ataque                                   |
| Grupo Base 3                                        |
| Grupo Técnico 3                                     |
| Centro de Instrucción en Supervivencia y Salvamento |

## Instituciones educativas
En la ciudad se pueden encontrar instituciones educativas de todos los niveles. 

### Escuelas de Educación Primaria
Las escuelas de este nivel son:
- Escuela N.º 10 "Gral José de San Martin"
- Escuela N.º 228 "Jorge Newbery"
- Escuela N.º 371 "Manuel Belgrano"
- Escuela N.º 452 "General Juan Gregorio Las Heras"
- Escuela N.º 454 "Domingo Faustino Sarmiento"
- Escuela N.º 472 "Bernardino Rivadavia"
- Escuela N.º 473 "Manuel Obligado"
- Escuela N.º 474 "Pablo Pizzurno"
- Escuela N.º 588 "Lanceros del Sauce"
- Escuela N.º  597 "Pedro Bonifacio Palacios
- Escuela N.º  848 "Domingo Faustino Sarmiento"
- Escuela N.º 876 "Domingo Faustino Sarmiento"
- Escuela N.º 893 "Mariano Moreno"
- Escuela N.º 1124 "Fragata A.R.A. Libertad"
- Escuela N.º 1236 "Alas Argentinas"
- Escuela N.º 1246 "Martha Alcira Salotti"
- Escuela N.º 1261 "Barrio Virgen de Guadalupe"
- Escuela N.º 1288 "Fray Antonio Rossi"
- Escuela N.º 1305 "María Galibert de Joffre"
- Escuela N.º 1335 "Profesor Alberto Róveda"
- Escuela N.º 1353 "Pucarà"
- Escuela N.º 1354 Claudio Lepratti
- Escuela N.º 1362 "Segumachaiquen"
- Escuela N.º 6044 "Ciudad de Reconquista"
- Escuela N.º 6380 "Teniente Luis Candelaria"
- Escuela Part. Inc. N.º 1033 "San José"
- Aula Radial II – Escuela Particular Incorporada N.º 1211 "San José Obrero"
- Escuela Particular Incorporada N.º 1384 "Dante Alighieri"
- Instituto Privado Nª 1402 "San Jerónimo"

### Escuelas de Educación Secundaria
Las escuelas de este nivel son:

- E.E.S. Orientada N.º 558 Puerto Reconquista
- E.E.S. Orientada N.º 203 "Juan Bautista Alberdi"
- E.E.S. Orientada N.º 385 "Profesor Susana A. Maglione"
- E.E.S. Orientada N.º 523 “Leandro N. Alem”
- E.E.S. Orientada N.º 524 “Barrio Carmen Luisa”
- A.E.S. Orientada N.º 2203 "Juan Bautista Alberdi"
- E.E.S. Orientada N.° 593 “Pucará”
- E.E.T. N.º 634 "Yapeyú"
- A.E.S. Orientada N.º 2295 – “Montecarlo”
- E.E.T. N.º 461 "General José De San Martin"
- E.E.T. N.º 462
- Escuela Superior De Comercio N.º 43
- E.E.S. Orientada N.º 8023 "San José"
- E.E.S. Orientada Particular Incorporada N.º 8113 "Instituto Reconquista"
- E.E.S.O N°593 Pucará. Título bachiller en Turismo
- Escuela de Educación Secundaria Orientada N.º 203 "Juan Bautista Alberdi"
- Escuela de Educación Secundaria Orientada N.º 708
- Escuela de Enseñanza Media para Adultos N.º 1020 "San Jerónimo del Rey"
- Escuela de Enseñanza Técnica Profesional N.º 461  "General José de San Martín", Título Técnico Maestro Mayor de Obras y Técnico en Equipos e Instalaciones Electromecánicas"
- E.E.S.O.P.I , Instituto Reconquista N° 8113
- Escuela Superior de Comercio N° 43, Secundaria y Terciaria.
- Escuela Bernardino Rivadavia N° 472 Primaria
- Escuela de Educación Técnico Profesional N° 462,Títulos: "Técnico en Administración y Gestión" y "Técnico en Informática Profesional y Personal"
- Escuela de Educación Primaria y Secundaria "Colegio San José"
- Escuela de Educación Primaria N° 6.044
- Escuela del alimento (UNL)
- Escuela de Educación Secundaria ORIENTADA N.º 582

### Instituciones de nivel superior
- Universidad Tecnológica Nacional - Facultad Reconquista
- Universidad Tecnológica Nacional (UTN)
- Universidad Empresarial Siglo 21
- Universidad Católica
- Centro Universitario Reconquista/Avellaneda (Universidad Nacional Del Litoral)
- Instituto Superior de Profesorado N° 4 "Ángel Cárcano"
- Instituto Superior de Formación Docente en Artes n°5074 "General Manuel Belgrano"